# Fuggerei
Fuggerei u Augsburgu je najstarije postojeće socijalno naselje na svijetu.
Naselje je 1516. godine osnovao bogati augsburški bankar Jakob Fugger (1459. – 1525.). Zaklada datira iz 1521. godine.
Jakob Fugger osnovao je naselje za tadašnje socijalno ugroženo stanovništvo Augsburga (udovice, osiromašene obrtnike, beskućnike i sl.). Godišnji najam koji se plaća Zakladi Fürstlich und Gräflich Fuggerschen Stiftungen iznosi i u današnje vrijeme 1 Rajnski gulden (oko 0,88 €). Uvjeti za ostvarivanje prava smještaja u naselju isti su kao i u vrijeme osnutka: najmanje dvije godine života provedene u Augsburgu, katolička vjeroispovijest i nekažnjavanost.
Naselje Fuggerei sagradio je Thomas Krebs u vremenu od 1514. – 1523., a 1582. Hans Holl podigao je i crkvu sv. Marka. Fuggerei je od 1880. – 1938. dodatno proširen, a danas se sastoji od 67 kuća sa 147 stanova. Prosječna veličina stanova je oko 60 m² i svaki ima zasebni ulaz. Stanovi u prizemlju raspolažu i s vrtom, a oni na katu sa spremištem. 
Ovaj grad u gradu, kako se Fuggerei još naziva, okružen je zidinama s petora vrata koja se svake večeri zatvaraju točno u 22 sata. Naselje je tijekom Drugog svjetskog rata bilo teško oštećeno, ali je ponovno sagrađeno i nešto prošireno u poslijeratnoj obnovi.
U jednom prizemnom stanu uređen je mali muzej koji se može svakodnevno posjetiti. 
Mozartov pradjed Franz Mozart, po zvanju zidar, živio je u ovom naselju od 1681. – 1694., o čemu danas svjedoči postavljena spomen-ploča.
Od travnja 2006. ulaznica za posjet naselju Fuggerei stoji 2,00 € po osobi, što je dvaput skuplje od cjelogodišnjeg najma jednog stana (0,88 €).

## Vanjske poveznice
- Kratki opis  Arhivirana inačica izvorne stranice od 12. veljače 2006. (Wayback Machine)
- Fuggerei na službenim stranicama Augsburga  Arhivirana inačica izvorne stranice od 31. prosinca 2006. (Wayback Machine)
- www.fugger.de